# Myurellopsis vaubani
Myurellopsis vaubani é uma espécie de gastrópode do gênero Myurellopsis, pertencente a família Terebridae.